# Faustin Kordík
Faustin Kordík OFM (?-1787), latinsky Faustinus Kordik nebo Kordick, byl český františkán, hudebník a písař.
Narodil se někdy v letech 1713-1715. Přibližně ve 20 letech vstoupil do františkánského noviciátu, slavné řeholní sliby složil v roce 1738 nebo 1739. Působil ve františkánském klášteře u Sv. Antonína v Dačicích, kde bezpochyby řídil pěvecký sbor (chór) nebo hrával na varhany. Pro potřeby hudebního doprovodu liturgie v chrámu si bratr Faustin opisoval různé hudební skladby. Dodnes je jich známo 18 svazků, přibližně polovina všech dochovaných hudebních rukopisů dačických františkánů. Dalšími písaři hudebních manuskriptů v Dačicích byli v 18. století františkáni Rogerius Křepelka a Epiphanius Mařan. Bratr Faustin Kordík, dle řádového nekrologia „muž mnoha modliteb a trpělivosti,“ zemřel 17. března 1787 v Dačicích.